# مایکل نورل
مایکل نورل (انگلیسی: Michael Norell؛ زادهٔ ۴ اکتبر ۱۹۳۷) فیلم‌نامه‌نویس، بازیگر و مدیر اجرایی تولید اهل ایالات متحده آمریکا است. وی دانش‌آموختهٔ رشتهٔ روزنامه‌نگاری در دانشگاه واشینگتن و لی است.
از فیلم‌ها یا برنامه‌های تلویزیونی که وی در آن نقش داشته است می‌توان به وضعیت اضطراری! اشاره کرد.